# Pasquale Sogner
Pasquale Sogner (Nàpols, Campània italiana el 1793 - 28 de desembre de 1842) fou un compositor italià especialitzat a compondre sobretot òperes.
Va rebre les primeres lliçons del seu pare Tomasso Sogner i als dinou anys era mestre al cembalo del teatre Imperial de Liorna. Aquest artista estava dotat de gran talent i inspiració, però els vicis, i sobretot la beguda, destruïren el seu organisme i morí després de passar alguns anys sumit en l'idiotisme.
Per a diversos teatres de Nàpols va compondre: 
- I due creduti (1791, Roma)
- La vedova bizzarra (1809, Liorna)
- Le avventure di Gilotto (1813/14, Florència)
- Maria Stuarda, ossia I carbonari di Scozia (1815, Venezia)
- Amare per finzione (1822, Nàpols)
- Generosità e vendetta (9 de març de 1824, Nàpols)
- La cena alle montagne russe (1832, Nàpols)
- Quattro prigionieri ed un ciarlatano (1832, Nàpols)
- La figlia cameriera del padre (1834, Venezia)
- Marghereta di Fiandra (1835, Nàpols)
- Due consigli di guerra in un giorno
- Guerrino agli alberi del sole.

També va escriure música instrumental.